# Lapincsolaszi
Lapincsolaszi (németül: Wallendorf) Nagyfalva településrésze Ausztriában, Burgenland tartományban, a Gyanafalvi járásban.

## Fekvése
Szentgotthárdtól 3 km-re nyugatra a Lapincs jobb partján fekszik.

## Története
A település első ismert írásos említése 1538-ból származik "Olafalw" alakban. A szentgotthárdi cisztercita apátság uradalmához tartozott. Első lakói neve alapján Itáliából érkezett telepesek lehettek, akik később elnémetesedtek. 1548-ban "Olazfalw", 1552-ben "Olaszfalu", 1593-ban "Olazfalwa", 1698-ban "Olaszfalu seu Balendorff", 1764-ben és 1786-ban "Olaszfalu seu Wallendorf" alakban említik a korabeli források.
1556-ban 16, 1716-ban 33, 1760-ban 45, 1767-ben 46 portát számláltak a településen. 1787-ben 57 házában 284 lakos élt. 1830-ban 47 háza és 357 lakosa volt.
Fényes Elek szerint "Olaszfalu, Wallendorf, német falu, Vas vmegyében, a sz.-gothárdi uradalomban, a Lapincs mellett: 390 kath. lak., kövér rétekkel, jó határral, szőlőhegygyel."
Vas vármegye monográfiája szerint "Olaszfalu, 109 házzal és 724 r. kath. vallású, németajkú lakossal. Postája Nagyfalva, távírója Szt.-Gotthárd. A szentgotthárdi uradalomhoz tartozott."
1910-ben 730, túlnyomórészt német lakosa volt. A trianoni békeszerződésig Vas vármegye Szentgotthárdi járásához tartozott. 1971-ben közigazgatásilag Nagyfalvához csatolták.

## Nevezetességei
- A Szentháromság tiszteletére szentelt római katolikus temploma.
- Szent Flórián kápolna.

## Külső hivatkozások
- Nagyfalva hivatalos oldala
- Lapincsolaszi a dél-burgenlandi települések portálján
- Várszentmiklós honlapja
- A burgenlandi települések történeti lexikona